# Bussy-Saint-Georges
Bussy-Saint-Georges è un comune francese di 22 525 abitanti situato nel dipartimento di Senna e Marna nella regione dell'Île-de-France.
I suoi abitanti si chiamano buxangeorgiens o buxangeorgiennes.

## Storia
Il villaggio di Bussy è citato dall'841 come Villa Buxido. Il nome attuale apparve solo nel XIII secolo.

### Simboli
Vi è raffigurata la torre del XII secolo che si trova in place de Verdun, di fronte al municipio, ed è ciò che rimane del castello medioevale della famiglia de Buci. La torre, simbolo del paese, è alta 21 m ed ha un diametro di 9 m.

## Società

### Evoluzione demografica
Abitanti censiti

## Geografia antropica
Bussy-Saint-Georges si trova nella città nuova di Marne-la-Vallée (settore 3 Val de Bussy), definita nel 1966.

## Economia
Polo industriale Gustave Eiffel a sud della città (Tech Data, William Saurin, Air Liquide, Jeff de Bruges, Asialand, BT, etc.)

## Amministrazione

### Gemellaggi
Bussy Saint-Georges è gemellata con:
- Kiryat Ekron, dal 1998
- Radcliffe-on-Trent, dal 1999
- San Giuliano Milanese, dal 2002
- Meiningen, dal 2006